# Tipula (Lunatipula) truculenta
Tipula (Lunatipula) truculenta is een tweevleugelige uit de familie langpootmuggen (Tipulidae). De soort komt voor in het Nearctisch gebied.